# Mexikanische Verteidigung
|   | a | b | c | d | e | f | g | h |   |
| 8 |   |   |   |   |   |   |   |   | 8 |
| 7 |   |   |   |   |   |   |   |   | 7 |
| 6 |   |   |   |   |   |   |   |   | 6 |
| 5 |   |   |   |   |   |   |   |   | 5 |
| 4 |   |   |   |   |   |   |   |   | 4 |
| 3 |   |   |   |   |   |   |   |   | 3 |
| 2 |   |   |   |   |   |   |   |   | 2 |
| 1 |   |   |   |   |   |   |   |   | 1 |
|   | a | b | c | d | e | f | g | h |   |

Die Grundstellung der Mexikanischen Verteidigung nach 2. … Sb8–c6
Die Mexikanische Verteidigung oder Kevitz-Trajkovic-Verteidigung (in englischsprachiger Schachliteratur auch als Tango oder Black Knights’ Tango bezeichnet) ist eine Eröffnung des Schachspiels. Sie zählt zu den Geschlossenen Spielen und ist in den ECO-Codes unter dem Schlüssel A50 klassifiziert.
Die Mexikanische Verteidigung wird mit folgenden Zügen eingeleitet:
1. d2–d4 Sg8–f6 2. c2–c4 Sb8–c6

## Historie
Die Eröffnung hat ihren Ursprung in den 1920er Jahren, als sie sowohl vom mexikanischen Großmeister Carlos Torre (daher der Name Mexikanische Verteidigung), als auch vom US-amerikanischen Meister Alexander Kevitz (daher Kevitz-Trajkovic-Verteidigung) gespielt wurde. Nachdem die Verteidigung jahrzehntelang aus der Turnierpraxis verschwunden war, wurde sie vom Internationalen Meister Georgi Orlov wiederbelebt, der ein erfolgreiches Buch über die Verteidigung schrieb und sie Black Knight's Tango nannte. Danach wurde die Eröffnung von vielen starken Großmeistern gespielt, unter anderem von Joel Benjamin, Larry Christiansen und Alex Yermolinsky. Letzterer spielte diese Eröffnung sogar gegen Garri Kasparow bei der Schacholympiade in Jerewan 1996, verlor allerdings nach 51 Zügen.

## Eröffnungsideen
Schwarz entwickelt sich schnell, hat eine flexible Bauernstruktur und steht bereit, im Zentrum mittels 3. … e7–e5, e7–e6 und/oder d7–d5 zurückzuschlagen. Die Eröffnung hat einerseits mehrere stark eigenständige Varianten, andererseits ein hohes Potential, durch Zugumstellung in bestimmte Varianten zahlreicher anderer Eröffnungen überzugehen, etwa die Nimzowitsch-Indische Verteidigung, die Bogoljubow-Indische Verteidigung, die Englische Eröffnung, die Katalanische Eröffnung oder die Ragosin-Variante. Überschneidung in den Spielmotiven können sich auch zur Königsindischen Verteidigung ergeben.

## Mögliche Fortsetzungen

### 3. Sg1–f3
Vielleicht die meistgespielte Fortsetzung, da sie 3. … e7–e5 verhindert. Schwarz antwortet daher gewöhnlich 3. … e7–e6. Danach kann 4. Sb1–c3 Lf8–b4 folgen, das zu einer Nimzoindischen Verteidigung führt; 4. a2–a3, (was nach 4. … d7–d5 zu einem Abgelehnten Damengambit führt, oder) 4. … d7–d6 um 5. … e7–e5 vorzubereiten; die letzte Möglichkeit besteht in 4. g2–g3, was nach 4. … Lf8–b4+ 5. Sb1–c3 wieder zu einer Nimzoindischen Verteidigung führt oder nach 5. Lc1–d2 oder 5. Sb1–d2 zu einer Bogoindischen Verteidigung führt.

### 3. Sb1–c3
Dieser Zug wird auch häufig gespielt. Nach dem theoretischen 3. … e7–e5 antwortet Weiß gewöhnlich mit 4. d4–d5 (4. Sg1–f3 führt zu Sizilianisch im Anzuge) Sc6–e7. Des Weiteren kann Schwarz im „Tango-Stil“ mit 5. … Se7–g6 fortsetzen oder mit d7–d6 nebst g7–g6 zur Königsindischen Verteidigung überleiten. 5. h2–h4 richtet sich gegen beide „Stile“.

### 3. d4–d5
Dieser ambitionierte Zug ist spielbar, aber selten gesehen. Schwarz antwortet hierauf normalerweise mit 3. … Sc6–e5. Nach 4. e2–e4 (lädt ein zu 4. … Sf6xe4?? 5. Dd1–d4! und Weiß gewinnt einen Springer) schlug Schwarz in der Stammpartie Sämisch – Torre, Baden-Baden 1925, mit 4. … Se5–g6 5. f2–f4 e7–e5 im Zentrum zurück.

## Partien
- Sämisch – Torre, Baden-Baden 1925, zum Nachspielen (Java-Applet)